# Supernova Cosmology Project
Het Supernova Cosmology Project bestudeert type Ia-supernova's met een  grote roodverschuiving (z > 1.2). 
Type Ia-supernova's zijn supernova-explosies die ontstaan in witte-dwerg-dubbelsterren. Bij dit soort explosies trekt een witte dwerg massa van een begeleidende ster naar zich toe. Indien de massa de Chandrasekhar-limiet van 1,4 zonnemassa's overschrijdt, explodeert de witte dwerg en ontstaat er een supernova. Kenmerk van deze explosie is dat door de Chandrasekhar-limiet de helderheid altijd even groot is. Type Ia-supernova's zijn daarom de standaard lichtbronnen in het heelal.
Hoewel dit soort supernova's zeldzaam is (zo'n 3 keer per 1000 jaar in het melkwegstelsel), kunnen ze door de grote hoeveelheid sterrenstelsels regelmatig worden waargenomen. Door de helderheid van verafgelegen supernova's te vergelijken met die van dichtbij, kunnen astrofysici de afstand bepalen die het licht heeft afgelegd. Door deze afstand te vergelijken met de roodverschuiving kan de mate van expansie van het heelal op een bepaald tijdstip uitgerekend worden.
Voor het project wordt gebruikgemaakt van de Hubble ruimtetelescoop, de Very Large Telescope (VLT) van de Europese Zuidelijke Sterrenwacht (ESO) in Chili en de Keck telescoop in Hawaï. Deze telescopen zorgden voor voldoende  data van dichtbijgelegen en verre supernova's. Uit analyses van deze waarnemingen bleek, geheel tegengesteld aan de verwachtingen, dat na de oerknal de uitdijing afnam en vervolgens weer toenam en nog steeds toeneemt.

## Methode
De methode werd ontwikkeld door astronoom Richard Ellis. Hij begon in 1986 in Chili met een kleine telescoop. Na maanden van observeren ontdekte hij de eerste type Ia-supernova. Door samenwerking te zoeken met de onderzoeksgroep uit Berkeley kon een nieuwe panoramische camera op de Britse telescopen op de Canarische Eilanden in gebruik worden genomen, waardoor er veel meer supernova's konden worden ontdekt.
De onderzoeksgroep onderzoekt de hemel vlak na nieuwe maan en maakt opnamen van 50 tot 100 stukken hemel. Daarna worden drie weken later opnamen gemaakt van dezelfde stukken hemel. Deze werkwijze garandeert dat er voldoende supernova's worden gevonden en dat de hemel tussen nieuwe maan en volle maan op zijn donkerst is. Na 1994 werd voor verafgelegen supernova's gebruikgemaakt van de Kecktelescoop en van de Hubble. In 1997 werden supernova's geobserveerd met een roodverschuiving van 0,83, wat neerkomt op een afstand van 7 miljard lichtjaar. Die verre supernova's bleken volgens hun helderheid verder weg te zijn, dan op grond van hun roodverschuiving werd verwacht. Hieruit volgde dat de uitdijing vroeger trager was dan tegenwoordig. Volgens de invloed van de zwaartekracht zou de uitdijing tegenwoordig juist minder moeten zijn dan 7 miljard jaar geleden.
Die snellere uitdijing van tegenwoordig kan alleen worden verklaard als er "iets" is dat die versnelling veroorzaakt. Die onbekende kracht wordt donkere energie genoemd, een kracht die als een soort anti-zwaartekracht werkzaam is. De ontdekking van deze onbekende kracht in het universum  werd in 1998 wereldkundig gemaakt en sloeg in als een bom in de astronomische wereld.